# San Marino ai Giochi della XXI Olimpiade
San Marino partecipò ai Giochi della XXI Olimpiade, svoltisi a Montréal, Canada, dal 17 luglio al 1º agosto 1976, con una delegazione di 10 atleti impegnati in tre discipline.

## Atletica leggera
- Giuseppina Grassi, salto in alto
- Graziella Santini, salto in lungo

## Ciclismo
- Daniele Cesaretti, ciclismo su strada

## Tiro a segno
- Italo Casali, carabina 3 posizioni
- Leo Franciosi, carabina 3 posizioni
- Bruno Morri, pistola automatica
- Alfredo Pelliccioni, pistola automatica
- Silvano Ragagnini, pistola automatica
- Pasquale Raschi, pistola automatica
- Roberto Tamagnini, pistola automatica